# Бичок Турана
Бичок Турана (Ponticola turani) є Понто-Каспійським представником родини Gobiidae. Відзначається виключно в потоці Аксу Дерезі (тур. Aksu Deresi) в Туреччині. Бентопелагічна прісноводна риба. Мешкає в потоці з прісною, стрімкою водою і галечним дном, на висоті 8 м над рівнем моря і 1,2 км від моря проти течії потоку.
Риба названа в честь турецького біолога, доктора Давута Турана, з університету Ризе.